# نمایشی (جامعه‌شناسی)
نمایشی (به انگلیسی: Dramaturgy) یک دیدگاه جامعه‌شناختی است که معمولاً در گزارش‌های جامعه‌شناسی خرد از کنش متقابل‌گرایی اجتماعی در زندگی روزمره استفاده می‌شود. این اصطلاح نخستین بار توسط اروینگ گافمن (۱۱ ژوئن ۱۹۲۲–۱۹ نوامبر ۱۹۸۲) جامعه‌شناس آمریکایی به جامعه‌شناسی از تئاتر اقتباس شد که بیشتر اصطلاحات و ایده‌های مرتبط را در سال ۱۹۵۶ در کتاب نمود خود در زندگی روزمره توسعه داد. کنت بورک (۵ می ۱۸۹۷–۱۹ نوامبر ۱۹۹۳) جامعه‌شناس آمریکایی، که گافمن بعدها او را به عنوان یک اثرگذار تصدیق کرد، پیشتر در سال ۱۹۴۵ مفاهیم خود را از «دراماتیسم» ارائه کرده بود که به نوبه خود از شکسپیر است. با این حال، تفاوت اساسی بین دیدگاه بورک و گافمن این است که بورک باورمند بود زندگی در واقع تئاتر است، در حالی که گافمن به تئاتر به عنوان یک استعاره می‌نگریست. اگر خودمان را به عنوان کارگردانی تصور کنیم که آنچه را در تئاتر زندگی روزمره می‌گذرد مشاهده می‌کنیم، همان چیزی را انجام می‌دهیم که گافمن آن را تحلیل نمایشی می‌نامد: مطالعه کنش متقابل اجتماعی از نظر اجرای تئاتر.: 133 
در جامعه‌شناسی نمایشی، استدلال می‌شود عناصر کنش متقابل‌های انسانی به زمان، مکان و مخاطب بستگی دارند. به عبارت دیگر، از نظر گافمن، خود احساسی است که یک فرد کیست، اثری دراماتیک که از صحنهٔ بی‌واسطه ارائه‌شده بیرون می‌آید. گافمن در تعریف روشی که در آن یک انسان خود را بر اساس ارزش‌ها، هنجارها و باورهای فرهنگی، به دیگری معرفی می‌کند، استعاره نمایشی شکل می‌دهد. اجراها می‌توانند اختلالاتی داشته باشند (بازیگران از چنین مواردی آگاه هستند) ولی بیشتر آنها موفق هستند. هدف از این ارائه خود، پذیرش از سوی مخاطب از طریق اجرای دقیق انجام شده‌است. اگر بازیگر موفق شود، تماشاگر به بازیگر آن گونه نگاه می‌کند که می‌خواهد به او نگاه کنند.
«کنش نمایشی» یک کنش اجتماعی است که برای دیده شدن توسط دیگران و بهبود تصویر از خود عمومی طراحی شده‌است. علاوه بر گافمن، این مفهوم توسط یورگن هابرماس و هارولد گارفینکل و دیگران استفاده شده‌است.

## مرور اجمالی
در تحلیل نمایش، «تیم‌ها» گروه‌هایی از افراد هستند که برای به اشتراک گذاشتن «خط حزب» با یکدیگر همکاری می‌کنند. اعضای تیم باید اطلاعات را به اشتراک بگذارند زیرا اشتباهات در همه افراد منعکس می‌شود. اعضای تیم نیز دانش درونی دارند و فریب عملکرد یکدیگر را نمی‌خورند.

## عملکرد
هفت عنصر مهم وجود دارد که گافمن با توجه به اجرا مشخص می‌کند:
1. باور در نقشی که شخص بازی می‌کند: باور مهم است، حتی اگر توسط دیگران قابل قضاوت نباشد. مخاطب فقط می‌تواند حدس بزند که آیا مجری صادق است یا بدبین.
2. جلو (یا ماسک): یک تکنیک استاندارد شده، قابل تعمیم و قابل انتقال برای اجراکننده برای کنترل نحوه درک مخاطب از آنها. همه ما در طول زندگی خود ماسک‌های مختلفی می‌زنیم.
3. تحقق نمایشی: به تصویر کشیدن جنبه‌هایی از اجراکننده که می‌خواهند مخاطب بداند. وقتی مجری بخواهد بر چیزی تأکید کند، به تحقق نمایشی ادامه خواهد داد، به عنوان مثال. نشان می‌دهد فرد در هنگام رفتن به یک قرار ملاقات برای ایجاد یک تأثیر اولیه خوب چقدر موفق است.
4. ایده‌آلی‌سازی: یک اجرا اغلب دیدگاهی ایده‌آلی‌سازی از وضعیت ارائه می‌کند تا از سردرگمی (تعریف نادرست) جلوگیری کند و عناصر دیگر (مانند جبهه‌ها، تحقق نمایشی) را تقویت کند. مخاطبان اغلب «ایده‌ای» از این دارند که یک موقعیت خاص (اجرا) چگونه باید باشد، و اجراکنندگان سعی می‌کنند اجرا را بر اساس آن ایده اجرا کنند.
5. حفظ کنترل بیانی: نیاز به ماندن در شخصیت. اجرا باید مطمئن شود که سیگنال‌های صحیح را ارسال می‌کنند، و همچنین اجبار گاه به گاه برای انتقال موارد گمراه‌کننده‌ای که ممکن است باعث کاهش عملکرد شود، خاموش شود.
6. تعریف نادرست: خطر انتقال یک پیام اشتباه. مخاطب تمایل دارد اجرا را اصیل یا نادرست تصور کند و اجراکنندگان عموماً مایلند از ناباوری تماشاگران اجتناب کنند (خواه واقعاً واقعی باشند یا نه).
7. عرفان: پنهان کردن برخی اطلاعات از مخاطب، چه برای افزایش علاقه مخاطب به کاربر و چه برای جلوگیری از افشای اطلاعاتی که ممکن است برای اجراکننده مضر باشد.

## نظریه نمایشی پرینبانایگام
عمل دلالت: نشانه: الگو:کسره الگو:کسره— رابرت پرینبانایگام

## نقش‌های متناقض
بسیاری از اجراها باید مانع از دستیابی مخاطب به برخی اطلاعات (رازها) شوند. برای آن، چندین نقش تخصصی ایجاد می‌شود.

### رازها
انواع مختلفی از اسرار وجود دارد که به دلایل مختلف باید پنهان شود:
- رازهای تاریک: نشان دهنده اطلاعاتی دربارهٔ تیم اجرا کننده است که می‌تواند با تصویری که تیم به مخاطب ارائه می‌دهد مغایرت داشته باشد.
- رازهای راهبردی: نشان دهنده اهداف، قابلیت‌ها و دانش تیم است که به تیم اجازه می‌دهد مخاطب را کنترل کند و آن را به سمتی که تیم می‌خواهد هدایت کند.
- رازهای درونی: نشان دهنده اطلاعات شناخته شده توسط تیم است و به عنوان چیزی در نظر گرفته می‌شود که فقط با سایر هم تیمی‌ها به اشتراک گذاشته می‌شود تا پیوند تیم را افزایش دهد.
- رازهای محوله: برای حفظ نقش و یکپارچگی تیم، اسرار باید حفظ شود. نگه داشتن آنها نشان دهنده قابل اعتماد بودن است.
- رازهای رایگان: اسرار دیگری، غیر مرتبط با خود، که می‌تواند با حفظ نقش فاش شود. افشای چنین اسرار نباید بر عملکرد تأثیر بگذارد.

### نقش‌ها
سه نقش اساسی در طرح گافمن وجود دارد که هر کدام بر این اساس است که چه کسی به چه اطلاعاتی دسترسی دارد: نوازندگان آگاه‌ترین هستند. مخاطبان تنها آنچه را که اجراکنندگان افشا کرده‌اند و آنچه را که خودشان مشاهده کرده‌اند، می‌دانند و خارجی‌ها اطلاعات کمی دارند.
این نقش‌ها را می‌توان به سه گروه تقسیم کرد:
1. نقش‌هایی که با اطلاعات دستکاری و مرزهای تیم سروکار دارند:
  - اطلاع دهنده: مدعی نقش یک عضو تیم است که اعتماد تیم را جلب می‌کند، در پشت صحنه مجاز است، اما سپس به تماشاگران می‌پیوندد و اطلاعات مربوط به اجرا را فاش می‌کند. مثال: جاسوسان، خائنان.
  - شیل: این نقش در مقابل خبردهنده است. شیل وانمود می‌کند که یکی از مخاطبان است اما عضوی از تیم اجرا کننده است. نقش او دستکاری واکنش‌های مخاطبان است.
  - نگاه: عضوی از مخاطب که اطلاعات زیادی در مورد اجرا به‌طور کلی دارد. نقطه‌نگار اجراکنندگان را تجزیه و تحلیل می‌کند و ممکن است اطلاعاتی را برای مخاطب فاش کند. مثال: منتقد غذا در یک رستوران.
2. نقش‌هایی که با تسهیل تعاملات بین دو تیم دیگر سروکار دارند:
  - میانجی یا واسطه: معمولاً با اجازه هر دو طرف عمل می‌کند و به عنوان میانجی و/یا پیام رسان عمل می‌کند و ارتباط بین تیم‌های مختلف را تسهیل می‌کند. بین راه رازهای زیادی را یاد بگیرید، و ممکن است خنثی نباشد.
3. نقش‌هایی که قسمت جلو و عقب را با هم ترکیب می‌کنند:
  - غیرشخص: افرادی که در حین اجرا حضور دارند، حتی ممکن است اجازه حضور در پشت صحنه را داشته باشند اما بخشی از نمایش نباشند. نقش آنها معمولاً آشکار است و بنابراین معمولاً توسط مجریان و مخاطبان نادیده گرفته می‌شوند. مثال: گارسون، خانم نظافتچی.
  - کارشناس خدمات: افرادی که خدمات تخصصی آنها معمولاً توسط مجریان مورد نیاز است. آنها اغلب توسط نوازندگان به منطقه پشت دعوت می‌شوند. مثال: آرایشگر، لوله‌کش، بانکدار با دانش مالیاتی.
  - همکار: افرادی که شبیه به مجریان هستند اما عضو تیم مورد نظر نیستند. مثال: همکاران.
  - محرم: افرادی که مجری جزئیات اجرا را برای آنها فاش می‌کند.

## ارتباطات خارج از شخصیت
اجراکنندگان ممکن است عمداً بدون شخصیت ارتباط برقرار کنند تا به دیگران در تیم خود علامت دهند یا تصادفاً.
ارتباطات متداول خارج از شخصیت پشت صحنه عبارتند از:
- درمان غایب: بحث تحقیرآمیز در مورد مخاطبان غایب یا اجراکنندگانی که بر انسجام تیم تأثیر می‌گذارد.
- بحث صحنه سازی: بحث در مورد جنبه‌های فنی اجرا، شایعات.

ارتباطات متداول در جلوی صحنه عبارتند از:
- تیم تبانی: بین اعضای تیم، در حین اجرا ولی به خطر نیفتادن آن. مثال: نمایش نشانه‌ها، لگد زدن به یک دوست زیر میز.
- همسویی کنش‌ها: بین اعضای تیم‌های مقابل به عنوان مثال: غر زدن غیررسمی.

## مدیریت برداشت
«مدیریت برداشت» به کار بر روی حفظ تأثیر مطلوب اشاره دارد و از تکنیک‌های دفاعی و حفاظتی تشکیل شده‌است. تکنیک‌های حفاظتی برای پوشش اشتباهات، تنها زمانی که تعامل آغاز شود، استفاده می‌شود. به عنوان مثال، تکیه بر مخاطب برای استفاده از درایت و نادیده گرفتن اشتباهات مجریان. در مقابل، تکنیک‌های دفاعی قبل از شروع تعامل استفاده می‌شوند و شامل موارد زیر است:
- نمایش وفاداری: تلاش کنید تا اعضای تیم به اعضای تیم و خود عملکرد وفادار نگاه دارند.
- نمایش انضباط: خود را وقف اجرا کند اما بدون اینکه خود را در آن از دست بدهد. خودکنترلی، اطمینان از اینکه فرد می‌تواند نقش را به درستی بازی کند، تمرین.
- نمایش دوربینی: به حداقل رساندن خطر با آماده شدن برای مشکلات مورد انتظار. مراقب باشید تا از موقعیت‌هایی که ممکن است یک اشتباه یا یک مشکل احتمالی رخ دهد اجتناب کنید، انتخاب مخاطب، مدت زمان و محل اجرا مناسب.

## انتقاد
با اعتقاد به اینکه نظریه‌ها نباید در جایی که آزمایش نشده‌اند به کار گرفته شوند، استدلال شده‌است که نمایش فقط باید در مواردی به کار رود که افراد مرتبط با کل نهاد را که این نظریه برای آن طراحی شده‌است، درگیر کند.
علاوه بر این، همچنین گفته شده‌است نمایش به هدف جامعه‌شناسی برای درک مشروعیت جامعه کمک نمی‌کند. ادعا می‌شود این پیش نویس در مورد اثبات گرایی است که علاقه ای به خرد و خردگرایی ندارد. جان ولش آن را کالا نامید.

## کاربرد
پژوهش‌های مورد نمایش بهتر است از طریق مطالعه میدانی مانند مشاهده همراه با مشارکت انجام شود.
برای نخستین بار، نمایش برای به تصویر کشیدن چگونگی ارتباط جنبش‌های اجتماعی با قدرت استفاده شده‌است. رابرت دی. بنفورد و اسکات ای. هانت استدلال کرد جنبش‌های اجتماعی را می‌توان به‌عنوان نمایش‌هایی توصیف کرد که در آن قهرمان‌ها و آنتاگونیست‌ها برای اثرگذاری بر تفسیر مخاطبان از روابط قدرت در حوزه‌های مختلف با هم رقابت می‌کنند.
مردمی که به دنبال قدرت هستند، خود صحنه جلویی خود را برای جلب توجه ارائه می‌دهند. با این حال، خود پس زمینه هنوز وجود دارد، هرچند غیرقابل شناسایی. این رقابت قدرت، نمونه بارز نمایش است.
یک راه مفید و روزمره برای درک نمایش (به ویژه صحنه جلو و پشت صحنه) این است که به یک گارسون یا پیشخدمت در یک رستوران فکر کنید. راه اصلی نگرانی آنها برای او «خدمت به مشتری» است. حتی اگر مشتری بی‌ادب باشد، انتظار می‌رود پیشخدمت‌ها و / یا پیشخدمت‌ها مؤدب باشند (همیشه حق با مشتری است) به عنوان بخشی از مسئولیت‌های شغلی خود. همان پیشخدمت یا پیشخدمت‌ها هنگام رفتن به اتاق استراحت خود متفاوت صحبت می‌کنند. او ممکن است شکایت کند، تقلید کند و با همسالان خود در مورد میزان عصبانیت و بی‌ادبی مشتری صحبت کند. در این مثال، پیشخدمت / پیشخدمت‌ها هنگام برخورد با مشتریان به شیوه‌ای خاص عمل می‌کند و در برخورد با همکارانش به شیوه‌ای کاملاً متفاوت عمل می‌کند.
نمایش همچنین می‌شود در حوزه بین رشته‌ای نوظهور پژوهش‌های علمی که به عنوان مطالعات فناوری شناخته می‌شود، به کار گرفته شود که به هویت انسانی در یک جامعه فناورانه می‌پردازد.
از نظر نمایه‌های رسانه‌های اجتماعی، کاربران و دنبال کنندگان آنها یک فضای اجتماعی را به صورت آنلاین به اشتراک می‌گذارند. کاربران رسانه‌های اجتماعی پروفایل‌هایی ایجاد می‌کنند و چیزهایی را پست می‌کنند که به‌طور خاص برای به تصویر کشیدن تصویر خاصی که می‌خواهند دنبال‌کنندگانشان ببینند، تنظیم شده‌اند. اغلب این تصویر انتخاب شده یک نما است. این یک «عملکرد معتبر» از سبک زندگی افراد است. پویایی بین کاربر و دنبال کنندگان او ایجاد می‌شود که در آن کاربر کنترل دارد که چگونه و چه چیزی آنها را نشان می‌دهد، در حالی که دنبال کنندگان تماشاگران این نمود از خود کاربر هستند ولی خودشان نیز به همان شیوه خود را ارائه می‌دهند.
نمایش را می‌توان در تمام جنبه‌های اجراکنندگان تئاتر نیز به کار برد.

## مطالعه بیشتر
- بریست، دنیس، و چارلز ادگلی، ویراستاران، ۱۹۹۰: زندگی به عنوان تئاتر: کتاب منبع نمایشی (ویرایش دوم). نیویورک: والتر دو گروتر.
- کوهن، رابرت، ۲۰۰۴: فاصله نقش: روی صحنه و در شادی. مجله نظریه و نقد نمایشی.
- ادگلی، چارلز، ویرایش. ۲۰۱۳: درام زندگی اجتماعی: کتاب نمایش، انگلستان: شرکت انتشارات اشگیت.
- گافمن، اروینگ، ۱۹۵۹: نمود خود در زندگی روزمره، نیویورک: دوبل‌دی.